# 星のかがやきよ/夏を待つセイル(帆)のように
『星のかがやきよ/夏を待つセイル（帆）のように』（ほしのかがやきよ  / なつをまつセイルのように）は、ZARDの40作目のシングル。

## 背景
前作『今日はゆっくり話そう』から5か月を経て発売された、11thシングル『この愛に泳ぎ疲れても／Boy』以来の両A面シングル。
「星のかがやきよ」は、日本テレビ系・読売テレビ制作アニメ『名探偵コナン』オープニングテーマに使用された。「夏を待つセイル（帆）のように」は、全国東宝洋画系ロードショー『名探偵コナン 水平線上の陰謀』主題歌に起用された。「明日を夢見て」以来4回目の、『名探偵コナン』のタイアップ（映画を含めると5回目）となる。

## 制作、音楽性

### 星のかがやきよ
作曲は大野愛果、編曲は「Get U're Dream」以来5年ぶりに葉山たけしが担当。
タイアップ先である『名探偵コナン』のオープニングを飾るにふさわしい、明るく疾走感溢れるギター・ポップチューンに仕上がっている。また、スポーツではプロ野球・千葉ロッテマリーンズの藤岡裕大の応援歌の原曲にもなっている。
坂井曰く「集中して短い時間で作り、"キラキラ星"の感覚で、お子さんから年輩の方まで簡単に覚えていただける「童謡」のような曲にしたかった」。
同年に発売されたPlayStation 2用ソフト『太鼓の達人 とびっきり!アニメスペシャル』に収録された。

### 夏を待つセイル（帆）のように
「じっくりと時間をかけて作り、映画のストーリーを考慮して楽曲を選曲。映画監督からの細かい指示もあり、厳密な計算の中で"温かさ･ぬくもり"を重視してセルフディレクションをした」という。そのため、映画を意識した内容になっている。また『名探偵コナン』のファンである坂井はこの映画の公開に合わせて「小五郎さんへのメッセージ」という名目で、ビデオによるテレビ出演を行った。

## ディスクジャケット
ジャケット写真の坂井の背後に写っている人物は、前年のライブツアー『What a beautiful moment Tour』にマニピュレーターとして参加した大藪拓だとディレクターの寺尾広によって公表された。

## 記録
オリコンのシングルチャートで2位を獲得しシングルでは1999年に発表した「世界はきっと未来の中」以来、11作ぶりにオリコンTOP3入りを果たした。
本作では通算38作でトップ10入りを果たした。これはサザンオールスターズに次ぐ歴代2位の記録で、女性歌手としては自身の持つ1位記録を更新した（いずれも2005年当時）。
発売週の『COUNT DOWN TV』のランキングインされた際は、「夏を待つセイル（帆）のように」が使われた。

## 収録曲
1. 星のかがやきよ
作詞：坂井泉水
作曲：大野愛果
編曲：葉山たけし
2. 夏を待つセイル（帆）のように
作詞：坂井泉水
作曲：大野愛果
編曲：葉山たけし
3. 星のかがやきよ（Instrumental）
4. 夏を待つセイル（帆）のように（Instrumental）

## 楽曲の収録アルバム
- 君とのDistance（#1,2）
- Golden Best 〜15th Anniversary〜（#1,2）
- THE BEST OF DETECTIVE CONAN 〜The Movie Themes Collection〜（#2）
- THE BEST OF DETECTIVE CONAN 3 〜名探偵コナン テーマ曲集3〜（#1,2）
- ZARD Single Collection 〜20TH ANNIVERSARY〜（#1,2）
- ZARD Forever Best 〜25th Anniversary〜（#1,2）
- 劇場版 名探偵コナン 主題歌集 〜“20”All Songs〜（#2）